# Juan Carlos Alvarado
Juan Carlos Alvarado Prato (12 de noviembre de 1981) es un político venezolano, diputado de la Asamblea Nacional de Venezuela y secretario general nacional del partido Copei intervenido por el Tribunal Supremo de Justicia (TSJ).

## Biografía

### Secretario de Copei intervenido
En 2019 fue impuesto por el Tribunal Supremo de Justicia de Venezuela como secretario general nacional del partido socialcristiano Copei.

### Diputado en la Asamblea Nacional
Fue electo diputado a la Asamblea Nacional en las elecciones parlamentarias del 6 de diciembre de 2020.  Es vocero de su partido en la coalición política Alianza Democrática. Fue candidato a las elecciones presidenciales de Venezuela de 2024, pero declino su candidatura a favor de Luis Eduardo Martínez. Alvarado criticó a Juan Carlos Delpino que se manifestó desde la clandestinidad en contra del CNE, exigiendo su renuncia como rector agregando que en Venezuela hay presidente reelecto y es Nicolás Maduro.

### Controversias
Juan Carlos Alvarado asegura ser opositor, sin embargo ha recibido acusaciones de ser afín al oficialismo al haber estado de acuerdo con la reelección de Nicolás Maduro y posteriormente defenderlo ante las acusaciones del rector del CNE Juan Carlos Delpino que desde la clandestinidad denuncio fraude en las elecciones realizadas el 28 de julio de 2024. En enero Alvarado hizo declaraciones sobre el robo de activos de la empresa Citgo durante una entrevista. Pese a las denuncias hechas por Alvarado este omitió el hecho que a fines de 2016 Citgo fue hipotecada el 100 % de sus acciones valorada en no más de 5000 millones de dólares y fue abandonada por el gobierno mientras el país pasaba por una hiperinflación y entraba la deuda pública en default al vencerse los bonos desde 2017 hasta la actualidad (2024). En 2024 Citgo ha sido valorada por tribunales de Estados Unidos durante la subasta no menos de 20 mil millones de dólares.